# Zbigniew Hojka
Zbigniew Hojka (ur. 10 października 1962) – polski historyk, dr hab. nauk humanistycznych, adiunkt Instytutu Historii Wydziału Nauk Społecznych Uniwersytetu Śląskiego w Katowicach.

## Życiorys
W 1988 ukończył studia historyczne na Uniwersytecie Śląski w Katowicach, 21 listopada 1995 obronił napisaną pod kierunkiem Franciszka Serafina pracę doktorską Administracja państwowa i samorządowa w województwie śląskim (1922-1939). Geneza, struktura i zakres działania, 13 listopada 2007 habilitował się na podstawie pracy zatytułowanej Polski ruch zawodowy w województwie śląskim (1922-1939). Oblicze polityczne.
Objął funkcję adiunkta w Instytucie Historii na Wydziale Nauk Społecznych Uniwersytetu Śląskiego w Katowicach.